# أبو بكر ساوادوغو
أبو بكر ساوادوغو (بالفرنسية: Aboubacar Sawadogo)‏ لاعب كرة قدم بوركينابي ، يجيد اللعب كحارس مرمى ، لعب سابقاً في نادي النجوم ومنتخب بوركينا فاسو.

## روابط خارجية
- أبو بكر ساوادوغو على موقع إي إس بي إن إف سي (الإنجليزية)
- أبو بكر ساوادوغو على موقع قاعدة بيانات كرة القدم.إي يو (الإنجليزية)
- أبو بكر ساوادوغو على موقع ناشيونال فوتبول تيمز (الإنجليزية)
- أبو بكر ساوادوغو على موقع Soccerbase.com (لاعب) (الإنجليزية)
- أبو بكر ساوادوغو على موقع Soccerway.com (الإنجليزية)
- أبو بكر ساوادوغو على موقع عالم كرة القدم.نت (الإنجليزية)